# San Pietro di Feletto
San Pietro di Feletto (velenceiül San Piero de Fełet) település Olaszországban, Veneto régióban, Treviso megyében. Lakosainak száma 5134 fő (2023. január 1.). San Pietro di Feletto Conegliano, Refrontolo, Tarzo, Vittorio Veneto és Susegana községekkel határos.

## Népesség
A település népességének változása:
| Lakosok száma | 5251 | 5234 | 5134 |
|               | 2017 | 2018 | 2023 |